# Kid Kaplan
Louis Kaplan (ukrainisch Луїс Каплан), bekannter unter seinem Kampfnamen Kid Kaplan (* 15. Oktober 1901 in Kiew, Gouvernement Kiew, Russisches Reich; † 26. Oktober 1970 in Norwich, Connecticut, USA) war ein ukrainisch-US-amerikanischer Boxer im Federgewicht.

## Kindheit und Jugend
Kaplan stammte aus einer jüdischen Familie aus Kiew, wo er 1901 zur Welt kam. Seine Familie emigrierte mit ihm nach Amerika, als er fünf Jahre alt war, und ließ sich in Meriden im Bundesstaat Connecticut nieder. Dort begann er im New Lenox SC zu boxen und wurde 1919 Profiboxer. Seine ersten Profikämpfe bestritt er unter dem Namen „Benny Miller“, da seine Mutter keinen Boxer in der Familie haben wollte.

## Profikarriere
Er gewann seine ersten beiden Kämpfe im Jahre 1918. Seinen dritten und vierten Kampf verlor er allerdings jeweils nach Punkten. Seine nächsten vier darauffolgenden Kämpfe endeten jeweils in einem „No Contest“.
Am 2. Januar 1925 errang er durch einen T.-K.-o-Sieg in Runde 9 über Danny Kramer in Chicago sowohl den vakanten Weltmeistertitel der NYSAC als auch den universellen Weltmeistertitel. In seinem nächsten 16 Kämpfe war er ungeschlagen und gab die Gürtel am 6. Juli 1926 ab.
Im Jahre 1986 fand Kaplan Aufnahme in die International Jewish Sports Hall of Fame sowie im Jahre 2003 in die International Boxing Hall of Fame.